# Famille Pongrácz de Nagymihály
Pour les articles homonymes, voir Pongrácz.
La famille Pongrácz de Nagymihály est une famille noble hongroise fondée par Jakó au XIIIe siècle. Elle est issue du clan Kaplon.

## Histoire
Le premier ancêtre connu de cette famille est Jakó dont les premières traces datent de 1249. Le nom de cette famille est lié à la ville de Nagymihály, aujourd'hui Michalovce en Slovaquie.
Son arbre généalogique n'est pas connu avec certitude car il en existe deux versions. Une première est issue des travaux de la Collection de Wagner, l'autre issue des travaux menés dans le cadre d'un procès de la fin du XVIIIe siècle. L'historien Ivan Nagy estime cependant que les travaux de la Collection de Wagner semblent plus véridiques même s'il n'est pas capable de se prononcer formellement sur qui énonce la vérité sur cette famille.